# Pławno (Łódź)
Pour les articles homonymes, voir Pławno.
Pławno (prononciation [ˈpwavnɔ]) est un village de la gmina de Gidle , du powiat de Radomsko, dans la voïvodie de Łódź, situé dans le centre de la Pologne.
Il se situe à environ 4 kilomètres (km) au nord de Gidle (siège de la gmina), 10 kilomètres au sud de Radomsko (siège du powiat) et 90 kilomètres au sud de Łódź (capitale de la voïvodie).
Sa population s'élevait à 1 191 habitants en 2010.

## Histoire

### Seconde Guerre mondiale
Le sort des Juifs de Plawno a été scellé en 1942. Les ordres municipales sont cités ci-dessous.
22 janvier 1942

Il est impossible de créer un quartier résidentiel pour les juifs (Ghetto) dans le district local parce qu'il y a 460 Juifs dans le quartier de Plawno, et l'arrondissement de Plawno lui-même est trop petit pavillon Ce montant dans un corps. De plus, les agriculteurs résidant ici ne pouvaient être retirés de leur habitation et des bâtiments agricoles. Il serait seulement possible que les Juifs soient réinstallés au ghetto de Radom.
Maire du district Plawno.
Signé Karl Rusche (tampon)
En allemand: Es ist der Gemeinde unmöglich innerhalb hiesigen ein Judenwohnviertel (Ghetto) zu schaffen, weil die Gem. Plawno 460 zählt Juden und die Ortschaft Plawno est selbst zu klein, um diese ihr dans Menge unterbringen zusammen zu können. Überdies könnten hier die wohnhaften Landwirte nicht von und ihren Wohnhäusern Wirtschaftsgebäuden ausgeschieden werden. Möglich wäre nur die Sache die Juden von hier aus ghetto nach Radom umzusiedeln.
Bürgermeister der Gem. Plawno
GEZ. Karl Rusche (tampon)
19 septembre, 1942
La réinstallation des Juifs de Plawno au quartier résidentiel juif de l'arrondissement de Plawno doit avoir lieu le 22 septembre 1942 à 18h00. Les Juifs doivent prendre toutes les choses et les machines avec eux. La police prend en charge les logements. Aucun Juif ne doit être présent dans l'arrondissement passé le 22.
En allemand: Die Umsiedlung der Juden aus Pławno in den jüdischen Wohnbezirk der Stadt Radomsko hat am 22. September 1942 zu erfolgen bis 18.00 Uhr. Die Juden haben sämtliche Sachen und Geräte mitzunehmen. Die Wohnungen werden von der Gendarmerie in Verwahr genommen. Nach dem 22. darf sich kein Jude mehr in der Ortschaft aufhalten.

## Administration
De 1975 à 1998, le village était attaché administrativement à l'ancienne voïvodie de Częstochowa.

Depuis 1999, il fait partie de la nouvelle voïvodie de Łódź.